# 阳骛
阳骛（？—367年），一作阳鹜，十六国时期前燕大臣。字士秋，右北平郡无终县（今天津市蓟州区）人。
西晋末年，其父阳耽率家投奔辽西慕容部，仕慕容廆为东夷校尉。阳骛清素好学，睿智有才识。慕容廆时阳骛任平州别驾。慕容皝时位至司隶校尉、左长史，随军东西征伐，出谋划策。慕容皝临终对慕容儁说：“阳士秋士行高洁，忠干贞固，可托大事，汝善待之！”慕容儁继承燕王王位，任命左长史阳骛为郎中令。349年，慕容儁任命慕容恪为辅国将军，慕容评为辅弼将军，左长史阳骛为辅义将军，称之为“三辅”。阳骛辅佐慕容儁进图中原，其功仅次于主将慕容恪。352年八月，慕容儁派慕容恪、封奕、阳骛攻打王午。十一月十二日，任命国相封奕为太尉，左长史阳骛为尚书令，右司马皇甫真为尚书左仆射，典书令张悕为右仆射。354年，阳骛为司空，仍旧职守尚书令。355年十一月，太原王慕容恪为大都督、抚军将军，以阳骛作为副手，攻打段龛。358年，司空阳骛在东燕讨伐高昌，在黎阳攻打高昌别将的军队，没有攻破。十月，东晋泰山郡太守诸葛攸攻打前燕的东郡，进入武阳后，慕容儁派大司马慕容恪统领阳骛及乐安王慕容臧率军迎击，诸葛攸被打败逃回泰山。慕容恪渡过黄河，占据河南。360年，慕容儁临终召来慕容恪、阳骛以及司徒慕容评、领军将军慕舆根等人，接受遗诏辅佐朝政。慕容暐即位，二月，太原王慕容恪为太宰，总揽朝政；上庸王慕容评为太傅，阳骛为太保，慕舆根为太师，参与辅佐朝政。365年四月初九，太尉武平匡公封奕去世。司空阳骛为太尉，侍中、光禄大夫皇甫真为司空，兼中书监。阳骛历事四朝，年高望重，从太宰慕容恪以下都叩拜他。阳骛小心恭顺、谦恭仁厚，胜过年轻的时候，对子孙们严加管教，所以他们虽身为高官，却无人敢违犯他的法度。367年十二月，太尉建宁敬公阳骛去世。慕容暐待以师傅之礼。阳骛性节俭，无殓葬之财。
《晋书》和《宋书》记载阳骛是被慕容恪所杀。

## 家庭

### 儿子
- 阳瑶，前秦著作佐郎[3]

## 延伸阅读
[在维基数据编辑]
 《晉書/卷111》，出自房玄齡《晉書》